# Journal des connaissances utiles
Le Journal des connaissances utiles, sous-titré Recueil encyclopédique de la famille, est une publication mensuelle créée à l'automne 1831 par Émile de Girardin.
Le premier numéro, daté d'octobre 1831, est publié par la Société nationale pour l'émancipation intellectuelle, fondée à la même date par de Girardin qui en est le secrétaire général. Les premiers numéros sont imprimés par Selligue puis, au début de 1832, par L'imprimerie de Lachevardière puis, fin 1832, par Éverat. L'abonnement annuel valait 4 francs de l'époque. En juillet 1832, le journal était tiré à 80 000 exemplaires.
En 1896, l'abonnement coûtait deux francs, le siège était la Librairie des connaissances utiles, 8 rue Saint-Joseph à Paris et l'imprimeur était Noizette et Cie au 8 rue Campagne-Première, selon le tome 4 (1896).